# Justicia appendiculata
Justicia appendiculata là một loài thực vật có hoa trong họ Ô rô. Loài này được (Ruiz & Pav.) Vahl mô tả khoa học đầu tiên năm 1805.